# Elena Muchina
Elena Vjačeslavovna Muchina (in russo Елена Вячеславовна Мухина?; Mosca, 1º giugno 1960 – Mosca, 22 dicembre 2006) è stata una ginnasta sovietica, campionessa del mondo nel 1978.
La rilevanza della Muchina all'interno della ginnastica artistica è dovuta soprattutto agli elementi da lei eseguiti ai Mondiali del 1978: il doppio raccolto come uscita alla trave (eseguito qui) e il doppio raccolto avvitato al corpo libero (qui). Introducendo questi due elementi, ebbe un ruolo fondamentale nel modernizzare la ginnastica artistica femminile, che fino ad allora si basava più sulla grazia e l'eleganza che sull'eseguire elementi di elevata difficoltà.
E' importante sottolineare inoltre come il doppio raccolto avvitato al corpo libero sia un elemento ritenuto "difficile" da eseguire ancora oggi, nonostante la pedana del corpo libero sia ora costruita con molle che permettono alle ginnaste di avere più spinta: se si pensa quindi che la Muchina riuscì ad eseguirlo nel 1978, quando le pedane erano dei tappeti privi di qualsiasi molla, si capisce meglio quanto sia stata una delle ginnaste più dotate della storia, anni avanti rispetto alle sue contemporanee.
Anche il doppio raccolto in uscita alla trave, oltre ad essere estremamente difficile per gli standard dell'epoca, ha avuto un'influenza notevole sulla ginnastica dei decenni successivi; la maggior parte delle ginnaste infatti usa ancora oggi come uscita alla trave il doppio raccolto o varianti di quest'ultimo (ovvero il doppio carpiato o il doppio raccolto avvitato).

## Biografia
Elena Muchina crebbe senza genitori fin da piccola: il padre e la madre morirono quando Elena aveva cinque anni. Fu quindi la nonna paterna a crescerla. Già da giovane si interessò alla ginnastica artistica così che, quando un talent scout visitò la sua scuola, la giovane si offrì come volontaria per provare questo sport. In seguito, si iscrisse al CSKA Mosca, club polisportivo russo. 

## Carriera sportiva
A 12 anni venne ingaggiata dalla Dinamo di Mosca, dove si allenò sotto la supervisione di Aleksandr Eglit. 

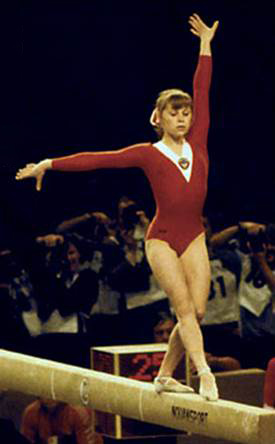
Elena Muchina, campionessa del mondo 1978

Fino al 1975, Muchina rimase una ginnasta poco conosciuta e ignorata dagli allenatori sovietici. Tuttavia, a seguito del dominio rumeno nella ginnastica artistica alle Olimpiadi del 1976 e all'allenamento con il coach della squadra maschile, Michail Klimenko, le sue abilità iniziarono a essere messe in mostra.

### 1978: campionessa del mondo
Il suo vero anno di gloria fu il 1978. Infatti, ai Campionati del mondo che si tennero a Strasburgo, in Francia, vinse 5 medaglie, tra cui l'oro nella gara individuale, battendo la campionessa olimpica in carica Nadia Comăneci e la compagna di squadra Nelli Kim. Furono suoi anche l'oro nella finale del corpo libero e l'argento alla trave e alle parallele. In questa occasione divenne anche la prima ginnasta ad eseguire un doppio raccolto come uscita alla trave e un doppio raccolto avvitato al corpo libero, elementi che sono ancora ampiamente utilizzati quarant'anni dopo.

### 1979: campionessa europea
Agli Europei del 1979, tenutisi a Copenaghen, vinse l'oro alle parallele e l'argento al corpo libero. Sempre nel 1979, durante una tournée in Gran Bretagna, si ruppe una caviglia: a causa di questo infortunio fu sottoposta a due operazioni chirurgiche, che la portarono a rinunciare ai Mondiali del 1979 di Fort Worth. Ciò nonostante, iniziò un programma di recupero per ritornare in forma per le Olimpiadi del 1980.

### 1980: l'incidente
Quando arrivò l’estate olimpica, la frattura alla caviglia non si era ancora perfettamente cicatrizzata. Elena dichiarò al quotidiano Sovetsky Sport nel 1990:
Elena iniziò ad allenarsi per otto ore al giorno con le altre ginnaste al Palazzo dello Sport di Minsk. Il suo allenatore, Michail Klimenko, insistette per farle eseguire il salto Thomas: un salto con una rotazione di 540 gradi, difficile da eseguire e facile da sbagliare. 
Il 3 luglio 1980, appena due settimane prima delle Olimpiadi, Muchina provò il salto Thomas durante un allenamento. La caviglia, ancora ferita, non le permise un buon stacco da terra e, davanti all'allenatore della squadra femminile Aman Šanijazov, all'allenatrice ospite Lidija Ivanova e all'allenatore della squadra acrobatica, si schiantò sul pavimento rompendosi il collo e non riuscendo più ad alzarsi. Venne trasportata d'urgenza all'ospedale militare di Minsk, dove però non vennero trovati medici in grado di operarla. Trasportata con un elicottero a Mosca, venne operata solo tre giorni dopo l'incidente. La diagnosi fu frattura del rachide cervicale e paralisi totale sia degli arti superiori che inferiori.

### Dopo l'infortunio
Le conseguenze dell'incidente furono pessime. L'Unione Sovietica cercò di nascondere l'accaduto, riuscendoci per quasi 2 anni: all'epoca, la stampa riferiva che la Muchina aveva subito solo un infortunio passeggero. Fu per caso che le sue reali condizioni vennero scoperte, quando, il 20 dicembre 1982, Juan Antonio Samaranch insistette per consegnarle di persona la medaglia d'argento al valore olimpico: la Muchina era su una sedia a rotelle, completamente immobile. Dopo l'infortunio, prendendo lezioni domiciliari, Muchina riuscì a laurearsi all'Istituto di educazione fisica di Mosca. Anni di solitudine la portarono a guardare il mondo in modo diverso, avvicinandosi a Dio:
Elena Muchina morì nella sua casa di Mosca il 22 dicembre 2006 a causa di un arresto cardiaco indotto dalla sua condizione di tetraplegia. La sua tomba si trova nel cimitero Troekurovskij di Mosca.

## Palmares
| Anno | Competizione         | AA | Squadra | Volteggio | Parallele asimmetriche | Trave di equilibrio | Corpo libero |
| ---- | -------------------- | -- | ------- | --------- | ---------------------- | ------------------- | ------------ |
| 1977 | Coppa del mondo      |    |         |           | 1                      | 1                   |              |
| 1977 | Campionati europei   | 2  |         | 3         | 1                      | 1                   | 1            |
| 1977 | Campionati sovietici | 2  |         |           | 3                      |                     | 1            |
| 1977 | Coppa sovietica      | 2  |         |           |                        |                     |              |
| 1978 | Campionati del mondo | 1  | 1       |           | 2                      | 2                   | 1            |
| 1978 | Campionati sovietici | 1  |         |           | 1                      |                     | 3            |
| 1979 | Campionati europei   |    |         |           | 1                      |                     | 2            |
| 1979 | Campionati sovietici |    |         |           | 1                      |                     |              |